# Scorpiodoras heckelii
Scorpiodoras heckelii är en fiskart som först beskrevs av Kner, 1855.  Scorpiodoras heckelii ingår i släktet Scorpiodoras och familjen Doradidae. Inga underarter finns listade i Catalogue of Life.